# Thomas Wörtche

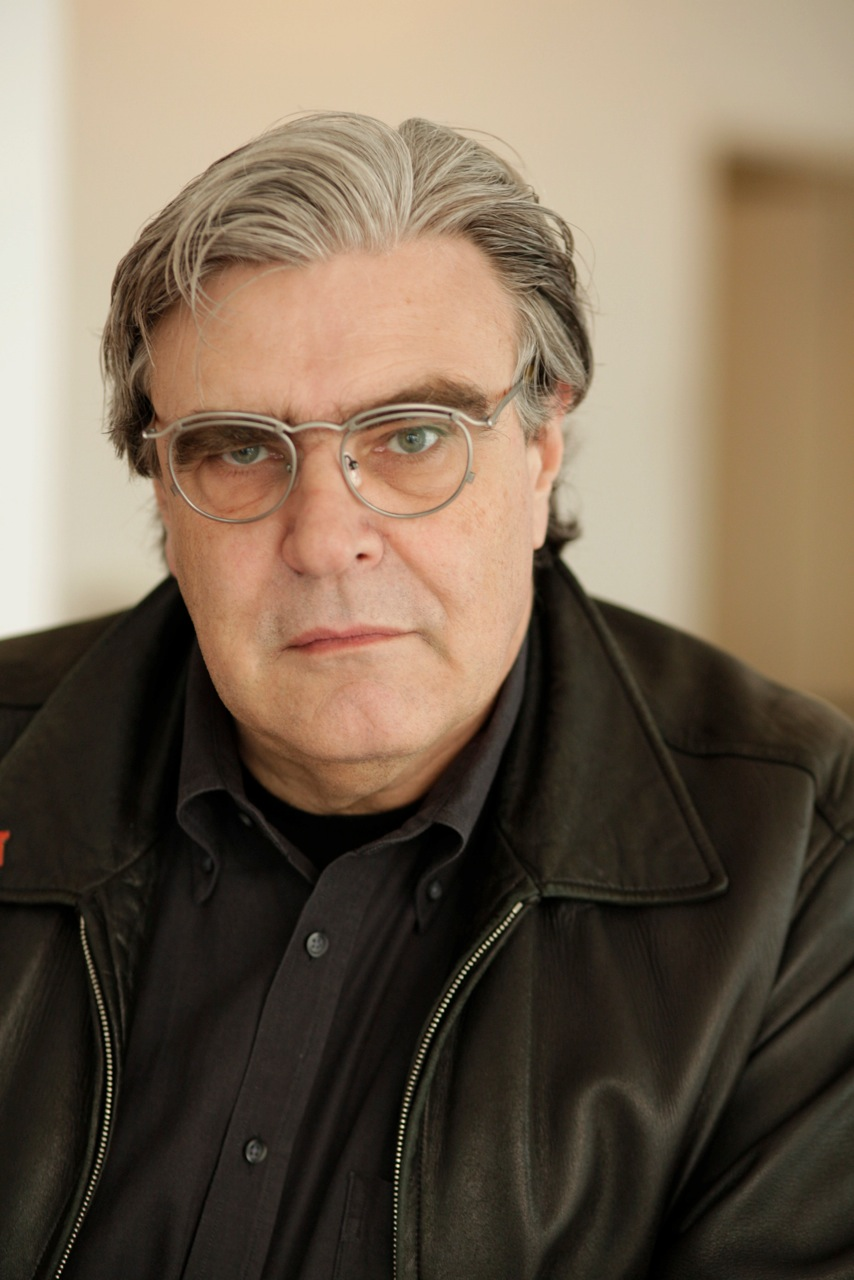
Thomas Wörtche, 2013

Thomas Wörtche (* 1954 in Mannheim) ist ein deutscher Literaturkritiker und Publizist.

## Leben
Thomas Wörtche studierte Germanistik und Philosophie in Bochum und Konstanz. 1987 promovierte er an der Universität Konstanz über phantastische Literatur. Bekannt ist er hauptsächlich als Experte für Kriminalliteratur, schreibt aber auch über Jazz, Comics und andere Künste. Thomas Wörtche publizierte Literaturkritiken und Essays unter anderem in den Zeitungen Süddeutsche Zeitung, Frankfurter Rundschau, taz, Freitag, Die Woche, Weltwoche. Seit 2010 verantwortet Wörtche den Bereich CrimeMag im Online-Magazin CULTurMAG, dessen Mitherausgeber er ist. 
Im Deutschlandradio Kultur ist er regelmäßig mit Beiträgen zur Kriminalliteratur auf Sendung. 
Für verschiedene Verlage gab und gibt er Krimi-Anthologien heraus. Von 1999 bis 2007 gab Wörtche die Reihe metro in Kooperation mit dem Unionsverlag heraus. Von 2013 bis 2014 war er Herausgeber der Reihe Penser Pulp in Zusammenarbeit mit Diaphanes. Er gibt ein eigenes Krimiprogramm bei Suhrkamp heraus.
Wörtche organisierte Krimi-Events, so die Cream-of-Crime-Reihe und andere thematische Serien im Bertolt-Brecht-Haus in Berlin, sowie die Reihe Krimis machen zusammen mit Tobias Gohlis. 
Zusammen mit Zoë Beck, Jan Karsten und Kirsten Reimers gründete er 2013 den Verlag „CulturBooks – elektrische Bücher“, aus dem er sich 2014 zurückzog. 
Thomas Wörtche war Juror der KrimiZEIT-Bestenliste, ist Jury-Mitglied des Deutschen Krimi Preises und Juror der Bestenliste „Weltempfänger“ der litprom. Er lebt in Berlin.

## Buchveröffentlichungen
- Phantastik und Unschlüssigkeit: Zum strukturellen Kriterium eines Genres. Corian-Verlag Heinrich Wimmer, Meitingen 1987, ISBN 3-89048-113-2
- Das Mörderische neben dem Leben: Ein Wegbegleiter durch die Welt der Kriminalliteratur. Libelle-Verlag, Lengwil-Oberhofen 2008, ISBN 978-3-905707-21-2
- Penser Polar. Essays. Polar Verlag, Hamburg 2015, ISBN 978-3-945133-29-3
- Crime & Sex. Zusammen mit Tobias Gohlis. Droemer, München 2015, ISBN 978-3-426-30402-0
- Crime & Money. Zusammen mit Tobias Gohlis. Droemer, München 2016, ISBN 978-3-426-30425-9
- Berlin Noir (Ed.). New York 2018 (dt. Fassung Hamburg 2018), ISBN 978-3-95988-101-2